# Формальский, Александр Моисеевич
Алекса́ндр Моисе́евич Форма́льский (род. 23 ноября 1938 года, Одесса) — советский и российский учёный-механик, педагог высшей школы. Лауреат премии имени А. А. Андронова.

## Биография
В 1961 году окончил с отличием механико-математический факультет МГУ.
С 1961 по 1963 годы — инженер, старший инженер предприятия п/я 400. С 1963 года и до настоящего времени работает в НИИ механики МГУ, пройдя путь от старшего инженера до главного научного сотрудника.
В 1966 году защитил кандидатскую, а в 1978 году — докторскую диссертацию.

### Общественная деятельность
- Эксперт РФФИ по математике, информатике и механике
- Член редколлегии научного журнала Известия РАН «Теория и системы управления»
- Член специализированных Советов при МГУ и при Институте проблем механики РАН по присуждению учёных степеней доктора и кандидата наук
- Член Московского математического общества и Российского общества биомехаников
- Член Российского национального комитета по теоретической и прикладной механике

## Награды
- Ломоносовская премия МГУ (1999) — за цикл работ «Управление движением неустойчивых механических систем — двуногих шагающих механизмов, двухколёсного велосипеда»
- Премия имени Андронова РАН (16 мая 2006) — за цикл работ «Управление неустойчивыми механическими системами»
- Медаль «В память 850-летия Москвы»
- Медаль «Ветеран труда»